# Banha
Banha (arabiska: بنها, Banhā) är en stad i Nildeltat i norra Egypten, och är administrativ huvudort för guvernementet al-Qalyubiyya. Folkmängden uppgår till cirka 200 000 invånare.